# Football Club Tokyo 2019-2020 (pallavolo)
Questa voce raccoglie le informazioni riguardanti il Football Club Tokyo nella stagione 2019-2020.

## Stagione
Il Football Club Tokyo partecipa alla stagione 2019-20 senza alcuna denominazione sponsorizzata.
In seguito alla cancellazione della Coppa dell'Imperatore e del Torneo Kurowashiki a causa della pandemia di COVID-19 in Giappone, partecipa alla sola V.League Division 1, classificandosi all'ottavo posto.

## Organigramma societario
Area direttiva
- Presidente: Naofumi Suzuki

Area tecnica
- Allenatore: Koichiro Shimbo
- Assistente allenatore: Fabiano Ribeiro
- Scoutman:

## Rosa
| N° | Nome               | Ruolo | Data di nascita   | Nazionalità sportiva |
| -- | ------------------ | ----- | ----------------- | -------------------- |
| 1  | Hiroshi Sakoda     | S     | 1º maggio 1996    | Giappone             |
| 2  | Kentaro Tamaya     | P     | 30 gennaio 1992   | Giappone             |
| 3  | Yuya Tachibana     | L     | 1º marzo 1989     | Giappone             |
| 4  | Yōhei Yamada       | P     | 9 ottobre 1988    | Giappone             |
| 5  | Jin Inoue          | C     | 2 aprile 1992     | Giappone             |
| 6  | Yoshiki Ohmi       | S     | 16 aprile 1997    | Giappone             |
| 8  | Hideyuki Kuriyama  | C     | 15 luglio 1993    | Giappone             |
| 9  | Dai Tezuka         | S     | 18 novembre 1988  | Giappone             |
| 12 | Hirotaka Odashima  | C     | 22 luglio 1991    | Giappone             |
| 13 | Hayata Yanagimachi | O     | 17 giugno 1996    | Giappone             |
| 14 | Yuma Nagatomo      | S     | 22 dicembre 1991  | Giappone             |
| 15 | Wataru Taniguchi   | L     | 5 novembre 1996   | Giappone             |
| 16 | Shin Tehara        | P     | 14 aprile 1993    | Giappone             |
| 19 | Nozomi Sato        | O     | 14 settembre 1994 | Giappone             |
| 20 | Petar Premović     | O     | 12 settembre 1994 | Serbia               |
| 21 | Ryosuke Hirata     | C     | 18 maggio 1995    | Giappone             |
| 22 | Kazuki Miyahara    | S     | 28 giugno 1995    | Giappone             |
| 23 | Ikumi Komori       | S     | 3 ottobre 1995    | Giappone             |
| 24 | Shohei Nose        | L     | 20 luglio 1993    | Giappone             |
| 26 | Ayato Kuroda       | S     | 30 gennaio 1996   | Giappone             |

## Statistiche

### Statistiche di squadra
| Competizione        | Punti | In casa | In casa | In casa | In trasferta | In trasferta | In trasferta | Totale | Totale | Totale |
| Competizione        | Punti | G       | V       | P       | G            | V            | P            | G      | V      | P      |
| ------------------- | ----- | ------- | ------- | ------- | ------------ | ------------ | ------------ | ------ | ------ | ------ |
| V.League Division 1 | 16    | ?       | ?       | ?       | ?            | ?            | ?            | 27     | 6      | 21     |
| Totale              | -     | ?       | ?       | ?       | ?            | ?            | ?            | 27     | 6      | 21     |

G = partite giocate; V = partite vinte; P = partite perse

### Statistiche dei giocatori
| Giocatore      | V.League Division 1 | V.League Division 1 | V.League Division 1 | V.League Division 1 | V.League Division 1 | Totale | Totale | Totale | Totale | Totale |
| Giocatore      | P                   | PT                  | AV                  | MV                  | BV                  | P      | PT     | AV     | MV     | BV     |
| -------------- | ------------------- | ------------------- | ------------------- | ------------------- | ------------------- | ------ | ------ | ------ | ------ | ------ |
| R. Hirata      | 15                  | 16                  | 9                   | 7                   | 0                   | 15     | 16     | 9      | 7      | 0      |
| J. Inoue       | 26                  | 154                 | 117                 | 29                  | 8                   | 26     | 154    | 117    | 29     | 8      |
| I. Komori      | 19                  | 0                   | 0                   | 0                   | 0                   | 19     | 0      | 0      | 0      | 0      |
| H. Kuriyama    | 27                  | 128                 | 91                  | 34                  | 3                   | 27     | 128    | 91     | 34     | 3      |
| A. Kuroda      | 19                  | 27                  | 20                  | 7                   | 0                   | 19     | 27     | 20     | 7      | 0      |
| K. Miyahara    | 16                  | 3                   | 1                   | 0                   | 2                   | 16     | 3      | 1      | 0      | 2      |
| Y. Nagatomo    | -                   | -                   | -                   | -                   | -                   | -      | -      | -      | -      | -      |
| S. Nose        | 14                  | 0                   | 0                   | 0                   | 0                   | 14     | 0      | 0      | 0      | 0      |
| H. Odashima    | 27                  | 70                  | 48                  | 14                  | 8                   | 27     | 70     | 48     | 14     | 8      |
| Y. Ohmi        | 14                  | 5                   | 4                   | 0                   | 1                   | 14     | 5      | 4      | 0      | 1      |
| P. Premović    | 23                  | 451                 | 398                 | 37                  | 16                  | 23     | 451    | 398    | 37     | 16     |
| H. Sakoda      | 27                  | 290                 | 269                 | 13                  | 8                   | 27     | 290    | 269    | 13     | 8      |
| N. Sato        | 21                  | 157                 | 142                 | 10                  | 5                   | 21     | 157    | 142    | 10     | 5      |
| Y. Tachibana   | 26                  | 0                   | 0                   | 0                   | 0                   | 26     | 0      | 0      | 0      | 0      |
| K. Tamaya      | 4                   | 1                   | 1                   | 0                   | 0                   | 4      | 1      | 1      | 0      | 0      |
| W. Taniguchi   | 14                  | 10                  | 10                  | 0                   | 0                   | 14     | 10     | 10     | 0      | 0      |
| S. Tehara      | 27                  | 31                  | 8                   | 18                  | 5                   | 27     | 31     | 8      | 18     | 5      |
| D. Tezuka      | 25                  | 181                 | 155                 | 23                  | 3                   | 25     | 181    | 155    | 23     | 3      |
| Y. Yamada      | 23                  | 4                   | 2                   | 2                   | 0                   | 23     | 4      | 2      | 2      | 0      |
| H. Yanagimachi | 11                  | 16                  | 14                  | 0                   | 2                   | 11     | 16     | 14     | 0      | 2      |

P = presenze; PT = punti totali; AV = attacchi vincenti; MV = muri vincenti; BV = battute vincenti